# Bidessonotus longovalis
Bidessonotus longovalis là một loài bọ cánh cứng trong họ Bọ nước. Loài này được Blatchley miêu tả khoa học năm 1919.